# جوزيه ديشايس
جوزيه ديشايس (بالفرنسية: Josée Deshaies )‏ (و. م) هي مصورة سينمائية كندية، ولدت في مونتريال.

## وصلات خارجية
- جوزيه ديشايس على موقع IMDb (الإنجليزية)
- جوزيه ديشايس على موقع قاعدة بيانات الأفلام العربية
- جوزيه ديشايس على موقع ألو سيني (الفرنسية)
- جوزيه ديشايس على موقع أول موفي (الإنجليزية)
- جوزيه ديشايس على موقع قاعدة بيانات الفيلم (الإنجليزية)
- جوزيه ديشايس على موقع كينوبويسك (الروسية)